# Andrzej Sadoś
Andrzej Marek Sadoś (ur. 17 marca 1972 w Warszawie) – polski dyplomata i urzędnik państwowy, w 2007 podsekretarz stanu w Ministerstwie Spraw Zagranicznych, od 2018 do 2024 ambasador RP przy Unii Europejskiej.

## Życiorys
Jest absolwentem Wydziału Prawa i Administracji Uniwersytetu Warszawskiego (1997). Studiował także na Uniwersytecie im. Loránda Eötvösa w Budapeszcie (1990–1992).
W 1997 rozpoczął pracę w Ministerstwie Spraw Zagranicznych. Pracował w Departamencie Systemu Narodów Zjednoczonych MSZ i Stałym Przedstawicielstwie RP przy Biurze ONZ w Genewie. W latach 1998–2005 wchodził w skład Delegacji RP na sesje Komisji Praw Człowieka ONZ. W latach 2000–2001 pełnił funkcję II sekretarza Ambasady RP w Budapeszcie ds. integracji europejskiej. W latach 2001–2006 ponownie pracował w Stałym Przedstawicielstwie w Genewie, gdzie był II i I sekretarzem. Jednocześnie odpowiadał za współpracę ze Światowym Forum Ekonomicznym, a także wchodził w skład polskich delegacji na sesje organizacji międzynarodowych (m.in. WHO, IOM, ITU).
Po powrocie do kraju w 2006 pracował w Departamencie Systemu Narodów Zjednoczonych i Problemów Globalnych oraz Departamencie Unii Europejskiej MSZ. W maju tego samego roku objął jednocześnie funkcje rzecznika prasowego resortu, dyrektora Departamentu Systemu Informacji oraz pełnomocnika ds. ochrony i promocji wizerunku Polski w świecie, w stopniu radcy. W 2007 uzyskał stopień I radcy. Następnie pracował w Kancelarii Prezesa Rady Ministrów, gdzie od kwietnia do września 2007 był podsekretarzem stanu ds. zagranicznych. 6 września 2007 otrzymał nominację na podsekretarza stanu w Ministerstwie Spraw Zagranicznych. 22 listopada 2007 został odwołany z zajmowanego stanowiska. Pracował w Stałym Przedstawicielstwie RP przy Biurze ONZ w Genewie jako zastępca szefa misji w randze radcy-ministra (2007–2009). Od 2012 do 2017 pracował w International Catholic Migration Commission w Genewie. 
W latach 2018–2024 stały przedstawiciel Polski przy UE. W październiku 2018 stał się mimowolnie bohaterem mediów po usunięciu znajdującej się przy wejściu do Przedstawicielstwa RP przy Unii Europejskiej tabliczki z nazwiskami Donalda Tuska, Jerzego Buzka, Hermana Van Rompuya i Jose Manuela Barroso. 13 grudnia 2023 został wezwany do kraju i zwolniony na czas nieokreślony z wykonywania obowiązków służbowych w Stałym Przedstawicielstwie, pozostając formalnie Ambasadorem przy Unii Europejskiej do 31 stycznia 2024.
Został wiceprezesem Fundacji Międzynarodowa Katolicka Komisja ds. Migracji Europa Wschodnia.
Deklaruje znajomość języków: angielskiego, niemieckiego, rosyjskiego, francuskiego oraz węgierskiego. Jest żonaty, ma córkę.

## Odznaczenia
- Order „Za zasługi” (Ukraina) III klasy(Ukraina, 2022)[12][13]